# 大上海1937
《大上海1937》（英語：Great Shanghai 1937）是1985年与中国大陆合作，由张彻执导，张彻与阮亦正共同编剧，由徐小健等人出演的一部电影，该电影改编自“刺杀张啸林”的史實。

## 劇情簡介
1937年7月，日本发动全面侵华战争。8月，侵华日军占领上海。面对民族危难，上海滩三大亨各有打算：黄金荣称病闭门谢客，张啸林做了汉奸，张啸林的结拜兄弟杜月笙则远走香港。一批功夫高手自发組成暗杀小组，刺杀了多名与日本侵略者合作的官员和资本家。1937年8月，日本侵略者占领上海，侵略者的暴行激起人民的强烈反抗。在这民族危难的关头，黑社会头子，所谓的上海“三大亨”的表现各不相同。他们的弟子也走上了不同的道路：有的为虎作伥，沦为汉奸特务，也有的为了民族大义，投身于抗日洪流。。

## 演员
- 徐小健饰林怀部
- 董志华饰杨藩
- 孙懿雯饰王月英
- 杜玉明[7]饰杜月笙
- 童自荣（配音）
- 穆立新饰章小弟
- 王政钧饰吴四宝
- 王响伟饰阿五
- 范冬雨饰佐佐木
- 刘丽军饰佘爱珍
- 贾永泉饰金秋生
- 姚茂宗饰影佐
- 王明晟饰张啸林

## 相關連結
- 豆瓣电影上《大上海1937》的資料 （简体中文）
- 互联网电影数据库（IMDb）上《大上海1937》的资料（英文）
- 1905电影网上《大上海1937》的资料（简体中文）
- 时光网上《大上海1937》的資料（简体中文）